# 康托尔函数

区间[0,1]上的康托尔函数

在数学中，以数学家格奥尔格·康托尔命名的康托尔函数，是一个一致连续，却不绝对连续的函数。

## 定义
康托尔函数 c : [0,1] → [0,1] ，对于x∈[0,1]，其函数值c(x)可由以下步骤得到：
1. 以三进制表示x。
2. 如果x中有数字1，就将第一个1之后的所有数字换成0。
3. 将所有数字2换成数字1。
4. 以二进制读取转换之后的数，这个数即为c(x)。

例如：
- 1/4以三进制表示为0.020202...，其中并没有1，因此经过第二步仍然是0.020202...，第三步转换为0.010101...，将其视为二进制，则为1/3，因此c(1/4)=1/3。
- 1/5以三进制表示为0.01210121...，第二步转换为0.01，由于其中没有2，因此经过第三步后仍是0.01，视为二进制则为1/4，因此c(1/5)=1/4。
- 200/243以三进制表示为0.21102(即0.2110122222...)，第二步转换为0.21，第三步转换为0.11，视为二进制则为3/4，因此c(200/243)=3/4。

## 其它定义

### 性质构造
若在[0, 1]上定义的f(x)满足下列四个条件，则f(x)即为康托尔函数：
1. {\displaystyle \forall 0\leq x<y\leq 1,f(x)\leq f(y)}
2. {\displaystyle f(0)=0}
3. {\displaystyle f({\frac {1}{3}}x)={\frac {1}{2}}f(x)}
4. {\displaystyle f(1-x)=1-f(x)}

### 迭代构造
下面构造一个函数序列{fn(x)}，这个序列将收敛于康托尔函数：
首先定义
{\displaystyle f_{0}(x)=x}
接下来，对于每个正整数n，函数fn+1(x)都由函数fn(x)定义：
{\displaystyle f_{n+1}(x)={\begin{cases}{\frac {1}{2}}\times f_{n}(3x)&{\mbox{if }}0\leq x<{\frac {1}{3}}\\{\frac {1}{2}}&{\mbox{if }}{\frac {1}{3}}\leq x<{\frac {2}{3}}\\{\frac {1}{2}}+{\frac {1}{2}}\times f_{n}(3x-2)&{\mbox{if }}{\frac {2}{3}}\leq x\leq 1\end{cases}}}
检查 fn(x)是否每个点都收敛于之前定义的康托尔函数，可以发现，
{\displaystyle \max _{x\in [0,1]}|f_{n+1}(x)-f_{n}(x)|\leq {\frac {1}{2}}\,\max _{x\in [0,1]}|f_{n}(x)-f_{n-1}(x)|,\quad n\geq 1.}
设f(x)是极限函数, 那么对于任意非负整数n都有，
{\displaystyle \max _{x\in [0,1]}|f(x)-f_{n}(x)|\leq 2^{-n+1}\,\max _{x\in [0,1]}|f_{1}(x)-f_{0}(x)|.}
另外可以注意到只要满足f0(0) = 0, f0(1) = 1 且f0 有界，起始函数f0(x)具体是什么函数并不重要。